# Опытно-героический театр
Опытно-героический театр — драматический театр, существовавший в Москве в 1921—1923 годах.
Театр был основан актёром и художником Камерного театра Борисом Фердинандовым и поэтом-имажинистом и драматургом Вадимом Шершеневичем; труппа состояла преимущественно из молодых актёров.
Разместился Опытно-героический театр на Таганке, в помещении дореволюционного электротеатра «Вулкан», которое с 1918 года занимал театр Рогожско-Симоновского района под руководством Льва Прозоровского (впоследствии здание занимали Театр имени А.К. Сафонова, а ныне Театр на Таганке), и открылся 3 октября 1921 года трагедией Софокла «Эдип-царь», поставленной Фердинандовым; он же исполнял в спектакле главную роль.
В качестве метода работы использовался так называемый «метро-ритм». В театре работали: художник Б. Р. Эрдман, его брат — драматург Н. Р. Эрдман, режиссёр и композитор Е. П. Павлов, композитор Ю. С. Милютин; актёр М. И. Жаров.
В сезоне 1921—1922 годов были поставлены спектакли:
- «Эдип-царь» Софокла; режиссёр Б. А. Фердинандов
- «Копилка» Э. Лабиша; режиссёры Б. А. Фердинандов и В. Г. Шершеневич, художник Б. Р. Эрдман.
- «Гроза» А. Н. Островского
- «Женитьба» Н. В. Гоголя
- «Страшная месть» (по Н. В. Гоголю)
- «Дама в черной перчатке» В. Г. Шершеневича

После образования в сентябре 1922 года ГИТИСа вольная мастерская, руководимая Фердинандовым, влилась в него в качестве Мастерской № 3, а Опытно-героический театр, объединившись с Вольной мастерской Вс. Мейерхольда, образовал Театр ГИТИСа. Однако труппа Фердинандова не выдержала конкуренции с труппой Мейерхольда, представлявшей на сцене Театра ГИТИСа «Великодушного рогоносца» Ф. Кроммелинка и — с 24 ноября 1922 года — «Смерть Тарелкина» А. Сухово-Кобылина.
В сезоне 1922—1923 годов Фердинандов поставил только один спектакль — «Одна сплошная нелепость» В. Г. Шершеневича; в феврале 1923 года в труппе произошел раскол: Шершеневич c группой актеров покинул её, а сам Фердинандов вскоре вернулся к Александру Таирову.